# Crocidura katinka
Crocidura katinka — вид ссавців родини мідицевих (Soricidae). Він був зареєстрований в Ізраїлі, Сирії та Палестині, але зараз він може бути вимерлим в Ізраїлі. Він також може бути присутнім у південно-західному Ірані. Бажане середовище проживання невідоме.